# Geschwader
Geschwader – samodzielny oddział taktyczny Luftwaffe składający się z trzech grup (niem. Gruppe - podstawowa jednostka taktyczna składająca się ze sztabu (3 samoloty - niem. Kette, pol. klucz) i trzech eskadr (niem. Staffel) po 9 - 12 samolotów). W sumie liczyła około 100-120 samolotów. W czasie wojny często składała się z czterech grup. Dowódcy jednostki przysługiwał tytuł Kommodore. Jednostka odpowiadała w lotnictwie państw Brytyjskiej Wspólnoty Narodów (RAF) grupie ang. Group a w lotnictwie USA (USAAF i USAF) skrzydło (ang. Wing), które składało się z kilku grup.